# اردوگاه‌های کار اجباری در دولت مستقل کرواسی

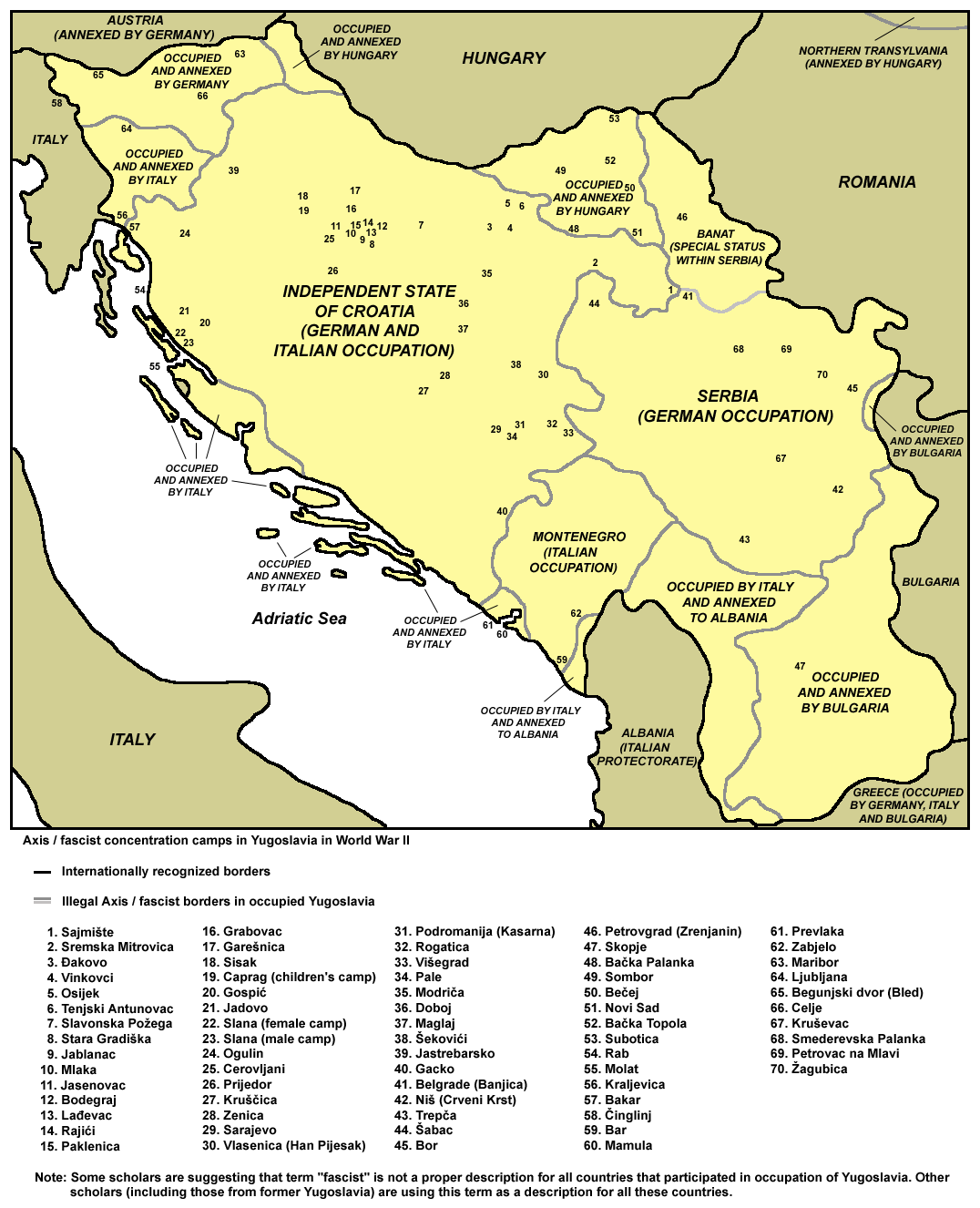
اردوگاه‌های کار اجباری در دولت مستقل کرواسی با شماره‌های ۱ تا ۴۰ بر روی نقشه مشخص شده‌اند. ۱ دو اردوگاهی که در مناطق اشغال‌شده وجود داشتند با اعداد ۵۴ و ۵۵ مشخص شده‌اند.

در جریان جنگ جهانی دوم، تعداد زیادی اردوگاه توقیفی در دولت مستقل کرواسی برپا شدند که بیشتر آن‌ها توسط مقامات کروات اوستاشه اداره می‌شدند، اما تعدادی دیگر نیز توسط آلمان نازی و ایتالیای فاشیست گردانده می‌شدند.

## اردوگاه‌های اداره شده توسط اوستاشه
| اردوگاه                      | موقعیت                   | دوره عملیاتی                 | شمار زندانیان                          | شمار کشته‌شدگان                    |
| ---------------------------- | ------------------------ | ---------------------------- | -------------------------------------- | --------------------------------- |
| یاسنواتس (I–IV)              | یاسنواتس، اسلوانی        | ۲۳ اوت ۱۹۴۱ – ۲۲ آوریل ۱۹۴۵  | ۱۰۰٬۰۰۰+                               | ۱۰۰٬۰۰۰                           |
| استارا گرادیشکا (یاسنواتس V) | استارا گرادیشکا، اسلوانی | ۱۹۴۱–۱۹۴۵                    | ۱۲٬۷۹۰+                                | ۹٬۵۸۶+                            |
| جاکوو                        | جاکوو، اسلوانی           | ۱ دسامبر ۱۹۴۱ – ۷ ژوئیه ۱۹۴۲ | ۳٬۰۰۰                                  | کمینه ۵۱۶ یا ۶۵۰                  |
| تنیا                         | تنیا، اوسییک، اسلوانی    | مارس ۱۹۴۲ – اوت ۱۹۴۲         | ۳٬۰۰۰ یهودی                            |                                   |
| سیساک                        | سیساک، بانووینا          | اوت ۱۹۴۲ – ژانویه ۱۹۴۳       | ۶٬۶۹۳ کودک، بیشترشان صرب               | کمینه ۱۱۵۲ یا ۱۶۳۰                |
| گوسپیچ                       | گسپیچ، لیکا              | ژوئن–اوت ۱۹۴۱                |                                        | ۴۲٬۲۴۶                            |
| یادوونو                      | گسپیچ، لیکا              | ۱۹۴۱–اوت ۱۹۴۱                |                                        | ۱۰٬۰۰۰–۶۸٬۰۰۰                     |
| لپگلاوا                      | لپگلاوا، شمال کرواسی     | ۱۹۴۱–۱۹۴۵                    | ۲٬۰۰۰+ زندانی سیاسی                    | کمینه ۹۶۱ خردسال و ۸۰ زندانی دیگر |
| دانیتسا                      | کپریونیتسا، شمال کرواسی  | ۱۵ آوریل ۱۹۴۱–ژوئیه ۱۹۴۱     | ۵٬۶۰۰                                  |                                   |
| لوبور                        | لوبور، شمال کرواسی       | ۹ اوت ۱۹۴۱ – نوامبر ۱۹۴۲     | ۲٬۰۰۰+ زن و کودک، بیشترشان یهودی و صرب | ۲۰۰+                              |
| کرستینتس                     | کرستینک، زاگرب           | ۱۹۴۱–۱۹۴۵                    |                                        |                                   |
| یاستربارسکو                  | یاستربارسکو، زاگرب       | ۱۹۴۲–                        |                                        | ۱٬۵۰۰ کودک                        |
| سلانا و متاینا               | پگ، دالماتیا             | ژوئن ۱۹۴۱ – اوت ۱۹۴۱         | ۱۶٬۰۰۰                                 | ۴–۱۲٬۰۰۰ یا ۸٬۵۰۰                 |
| کروشچیتسا                    | ویتز، بوسنی مرکزی        | ۱۹۴۱–سپتامبر ۱۹۴۱            |                                        | ۳۰۰۰                              |

## اردوگاه‌های اداره شده توسط آلمان
- اردوگاه کار اجباری سایمیشته
- سیساک
- وینکوتسی
- یانکومیر

## اردوگاه‌های اداره شده توسط ایتالیا
- کرالیویتسا
- براچ
- خوار
- گروژ
- کوپاری
- لوپود

### در مناطق اشغال‌شده
- مولات
- اردوگاه کار اجباری راب